# Tweede Kamerverkiezingen 2023/Kandidatenlijst/BIJ1
Dit is de kandidatenlijst voor de Tweede Kamerverkiezingen van 2023 van BIJ1 zoals die op 13 oktober 2023 is vastgesteld door de Kiesraad.
1. Edson Olf, Rotterdam - 16.906 voorkeursstemmen
2. Lisa McCray, Rotterdam - 9.495
3. Latifa Salmi, 's-Gravenhage - 3.476
4. Grace Courtar, Teteringen - 1.423
5. Evita de Miranda, Almere - 1.524
6. Liyah Park Berend, Rotterdam - 3.364
7. Yvette Luhrs, Amsterdam - 1.297
8. Yuval Gal, 's-Gravenhage - 344
9. Jesse ten Caat, Hollandscheveld - 150
10. Joana Zandee, Nijmegen - 919
11. Dylan Lennox Bakker, Amsterdam - 431
12. Renske Wienen, Rotterdam - 915
13. Venus aka Ma'MaQueen Bijleveld, Rotterdam - 1.390
14. Romana Vrede, Rotterdam - 1.499
15. Rebekka Timmer, Hilversum - 1.120

2017 · 2021 · 2023
VVD · D66 · GroenLinks-PvdA · PVV · CDA · SP · Forum voor Democratie · Partij voor de Dieren · ChristenUnie · Volt · JA21 · SGP · DENK · 50PLUS · BBB · BIJ1 · Piratenpartij - De Groenen · BVNL / Groep Van Haga · Nieuw Sociaal Contract · Splinter · Libertaire Partij · LEF - Voor de Nieuwe Generatie · Samen voor Nederland · Nederland met een PLAN · PartijvdSport · Politieke Partij voor Basisinkomen